# Ауртенече, Йон
Йон Ауртенече Борде (исп. Jon Aurtenetxe Borde; 3 января 1992, Аморебьета-Эчано, Страна Басков, Испания) — испанский футболист, защитник клуба «СД Логроньес». Этнический баск.

## Карьера
Один год провёл в футбольной школе любительского клуба «Аморебьета», с 2002 по 2010 годы обучался в школе «Атлетика» из Бильбао. В составе клуба выступает с 2010 года, на его счету 34 игр суммарно за основной и молодёжный составы.
Сыграл по 8 игр в сборных Испании до 17 и 19 лет. В составе сборной до 19 лет забил гол, в ней же выиграл титул чемпиона Европы 2011 года.

## Достижения
«Атлетик Бильбао»
- Финалист Лиги Европы: 2011/12
- Финалист Кубка Испании: 2008/09, 2011/12

Сборная Испании
- Чемпионат Европы по футболу 2011 (юноши до 19 лет) — чемпион.
- Чемпионат мира по футболу среди юношеских команд 2009 — бронзовый призёр.
- Обладатель Copa del Rey Juvenil de Fútbol[исп.]: 2010